# Iso-Harakka
Iso-Harakka är en ö i Finland. Den ligger i sjön Kallavesi (norra delen) och i kommunen Kuopio i den ekonomiska regionen  Kuopio ekonomiska region  och landskapet Norra Savolax, i den centrala delen av landet, 300 km norr om huvudstaden Helsingfors. Öns area är 2,3 hektar och dess största längd är 210 meter i sydöst-nordvästlig riktning.